# Hijack
Hijack (estilizado como H/JACK) é uma série de televisão de suspense criada por George Kay e Jim Field Smith, com Idris Elba estrelando no papel principal. Estreou em 28 de junho de 2023 na Apple TV+. Em janeiro de 2024, a série foi renovada para uma segunda temporada.

## Enredo
Sam (Idris Elba) é um negociador habilidoso que é chamado para lidar com a crise em um voo de longa distância entre Dubai e Londres, enquanto tenta garantir a segurança dos passageiros e resolver a situação de maneira pacífica. 

## Elenco

### Principal
- Idris Elba como Sam Nelson
- Neil Maskell como Stuart Atterton / Gerald Taylor
- Christine Adams como Marsha Smith-Nelson
- Eve Myles como Alice Sinclair
- Archie Panjabi como Inspetor chefe Zahra Gahfoor
- Max Beesley como Inspetor Daniel O'Farrel
- Ben Miles como Capitão Robin Allen
- Hattie Morahan como Louise Aitchison
- Neil Stuke como Neil Walsh
- Kaisa Hammarlund como Anna Kovacs
- Zora Bishop como Deevia Khan
- Jeremy Ang Jones como Arthur
- Kate Phillips como Collette Fisher
- Jasper Britton como Terry Reid / Marcus Sutton
- Jack McMullen como Lewis Atterton / Ryan Cunningham
- Aimée Kelly como Jamie Constantinou / Bella Cunningham
- Mohamed Elsandel como Jaden Dahir / Alexander Kier
- Simon McBurney como Edgar Janssen

### Recorrente
- Harry Michell como Hugo
- Mohammad Faisal Mostafa como Abdullah
- Holly Aird como Amanda
- Fatima Adoum como Rashida
- Nebras Jamali como Nasir
- Nikkita Chadha como Neela
- Antonia Salib como Leesha
- Gretchen Egolf como Adelaide
- Lucia Aliu como Lizzy Blakefield
- Mei Henri como Naomi
- Chantelle Alle como Kacey
- James Burrows como Jonty
- Alex Macqueen como Tindall
- Kevin Eldon como Devlin
- Richard Hope como Phillip Paxton
- Julia Deakin como Claire Paxton

## Recepção
No Rotten Tomatoes, a série detém um índice de 86% de  aprovação com base em 57 avaliações, com uma nota média de 7/10. O consenso do site diz: "Hijack é um thriller brilhante e eficaz, que em grande parte evita turbulências narrativas e se beneficia de um ritmo em tempo real, culminando em uma decolagem genuína". O Metacritic, que usa uma média ponderada, atribuiu a série uma pontuação de 66 em 100, com base em 26 críticas, indicando avaliações "geralmente favoráveis".